# تنجستن
التنجستن (ملاحظة 1) عنصر كيميائي يرمز له باللاتينية بالرمز W، وعدده الذري 74. كلمة تنجستن مشتقة من السويدية tung (ثقيل) وsten (حجر) بمعنى الحجر الثقيل. اكتشفه الكيميائي السويدي كارل فلهلم شيله في عام 1783، وهو عنصر مهم جــداً، ويستخدم في صناعة الأسلاك المتوهجة في المصابيح الكهربائية.

## الخصائص
في الشكل الخام لتنجستن، هو معدن فولاذية رمادية التي غالبا ما تكون هشة وصعبة للعمل، ولكن إذا نقي، ويمكن عمل ذلك بسهولة. هو عمل من قبل التزوير أو السحب. من بين جميع المعادن في شكلهم النقي، التنغستن لديه أعلى نقطة انصهار (3422 درجة مئوية، 6192 درجة فهرنهايت)، وأدنى ضغط البخار (في درجات الحرارة فوق 1650 درجة مئوية، 3000 درجة فهرنهايت) وقوة الشد أعلى.يكون لدى التنغستن أقل قيمة لعامل التمدد الحراري لأي معدن ونقي. التوسع الحراري وانخفاض درجة انصهار عالية وقوة التنغستن ومن المقرر ان الرابطة التساهمية القوية بين الذرات تتكوّن من إلكترونات التنغستن ال5D. السبك بكميات صغيرة من التنغستن مع الفولاذ يزيد كثيرا من قوته.

## النظائر
التنغستن الطبيعي يتألف من خمس نظائر الذين نصف حياتهم طويلة بحيث يمكن اعتبارها مستقرة. نظريا، يمكن للتسوس في كل خمسة نظائر العنصر 72 (الهافنيوم) عن طريق انبعاث ألفا، ولكن لوحظ 180W فقط [15] أن تفعل ذلك مع العمر النصف (1.8 ± 0.2) × 1018 سنويا؛ في المعدلهذا الغلة حول ألفا يضمحل في 180W اثنين من غرام واحد من التنغستن الطبيعي سنويا. [16] لم تكن والنظائر الأخرى التي تحدث بشكل طبيعي لوحظ أن تحلل، ويعوق من نصف حياة أن يكون [16]
82W، T1 / 2> 8.3 × 1018 سنة
183W، T1 / 2> 29 × 1018 سنة
184W، T1 / 2> 13 × 1018 سنة
186W، T1 / 2> 27 × 1018 سنة
تميزت آخر النظائر المشعة 30 الاصطناعي للالتنغستن، والأكثر استقرارا منها 181W مع العمر النصف 121.2 يوم، 185W مع عمر نصف 75.1 يوم، 188W مع عمر نصف 69.4 يوم، مع نصف 178W حياة 21.6 يوما، و187W مع عمر نصف 23.72 ساعة. [16] جميع النظائر المشعة المتبقية لها عمر نصف أقل من 3 ساعات، ومعظم هذه لها عمر نصف أقل من 8 دقائق. [16 ] التنغستن أيضا له ميتا 4، وأكثرهم ثباتا 179 mW (T ½ 6.4 دقيقة).

## المركبات
التنغستن عنصر يقاوم هجوم من قبل الأكسجين، والأحماض، والقلويات.
الأكثر شيوعا حالة الأكسدة الرسمي لتنغستن هو +6، كما هو الحال في فلوريد التنغستن السداسي؛ ولكنه يسلك جميع التأكسد من -2 إلى +6. التنغستن يجمع في العادة مع الأكسجين لتشكيل أكسيد تنجستن الصفراء، WO3، الذي يذوب في المحاليل القلوية المائية لتشكيل أيونات تنغستات −4WO2.

## الإنتاج

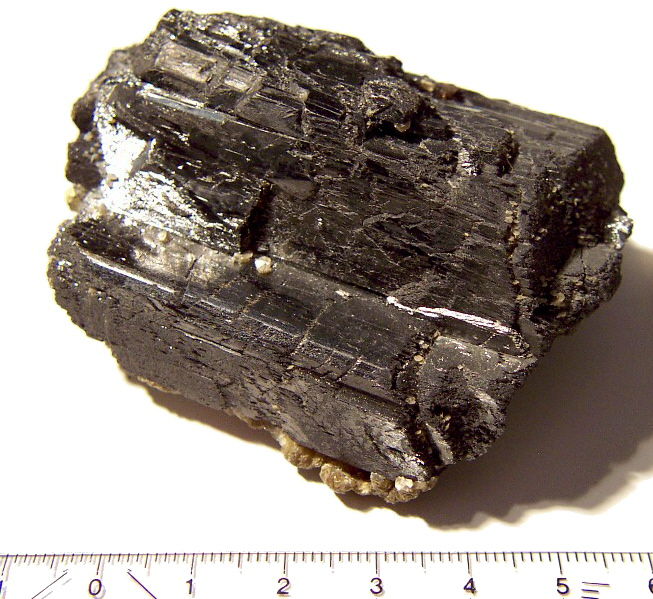
Wolframite

أنتج حوالي 61,300 طن من مركزات التنغستن في عام 2009. يستخرج خامات التنغستن، على عدة مراحل. يتم تحويل المعدن الخام في نهاية المطاف إلى أكسيد tungsten(VI) (WO3)، التي يتم تسخينها مع الهيدروجين أو الكربون لإنتاج مسحوق التنغستن.
ويبلغ ثمن المعدن النقي يبلغ حوالي 20,075 دولار الطن اعتبارا من تشرين الأول/أكتوبر 2008.

## هوامش
- ملاحظة 1 أو التنغستن في أسلوب كتابة شائع آخر